# Tephritis collina
Tephritis collina är en tvåvingeart som beskrevs av Wang 1990. Tephritis collina ingår i släktet Tephritis och familjen borrflugor. Inga underarter finns listade i Catalogue of Life.